# ヤコブス・ファン・エフモント
ヤコブス・ファン・エフモント（Jacobus van Egmond、1908年2月17日 - 1969年1月9日）は、オランダ、ハールレム出身の自転車競技（トラックレース）選手。
ジャック・ファン・エフモント（Jacques Van Egmond）とも言う。

## 経歴
1931年
- オランダ選手権・アマスプリント 優勝

1932年
- ロサンゼルスオリピック
  -  スプリント 優勝
  -  1kmタイムトライアル 2位
- オランダ選手権・アマスプリント 優勝
- グランプリ・ド・コペンハーゲン 優勝

1933年
- トラックレース世界選手権・アマスプリント 優勝

1934年、プロ転向。
- オランダ選手権・スプリント 優勝

1935年
- オランダ選手権・スプリント 優勝

1936年
- オランダ選手権・スプリント 優勝